# Wilhelm Bomann

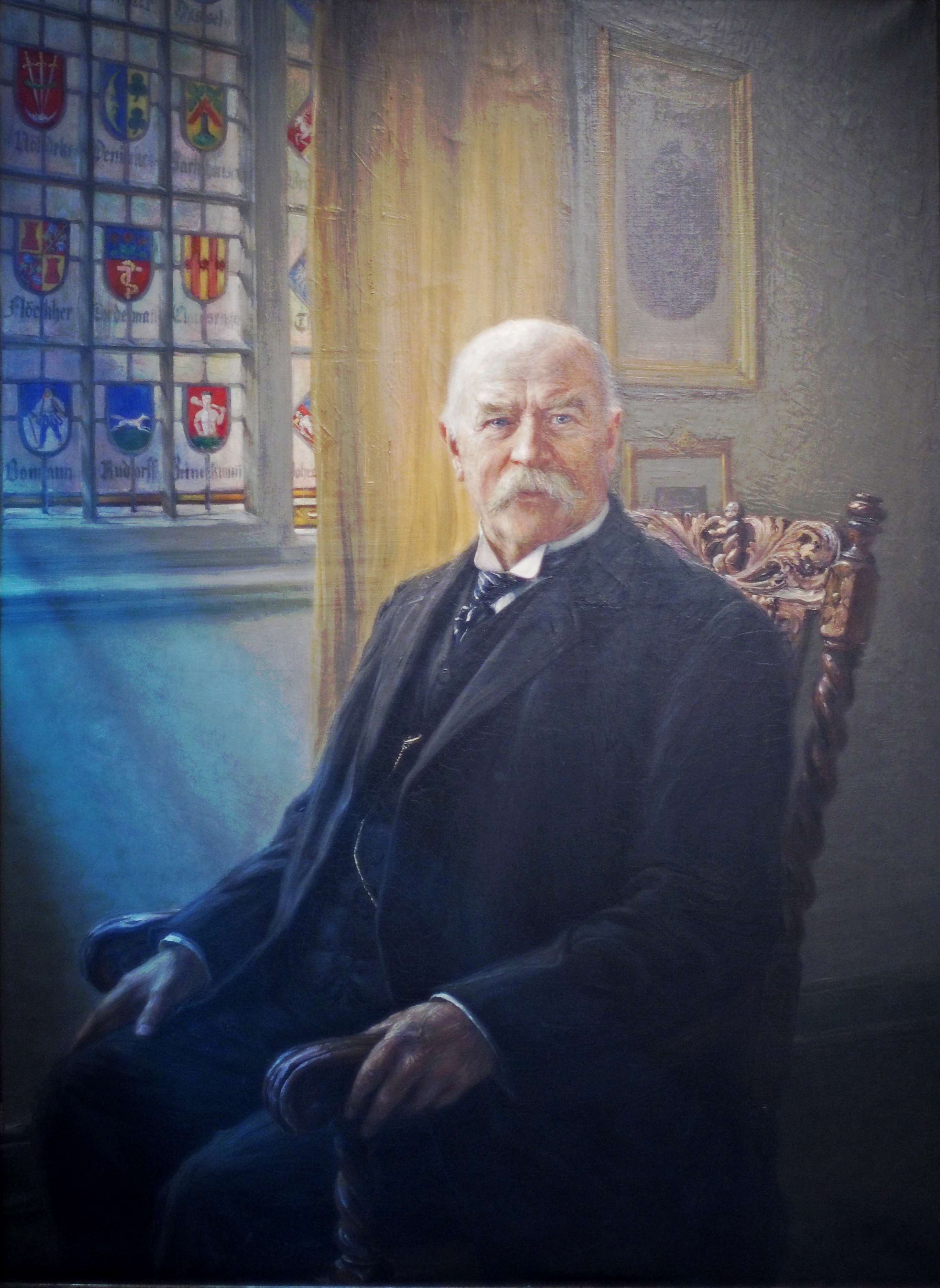
Wilhelm Bomann, Mitbegründer des Vaterländischen Museums, heute Bomann-Museum

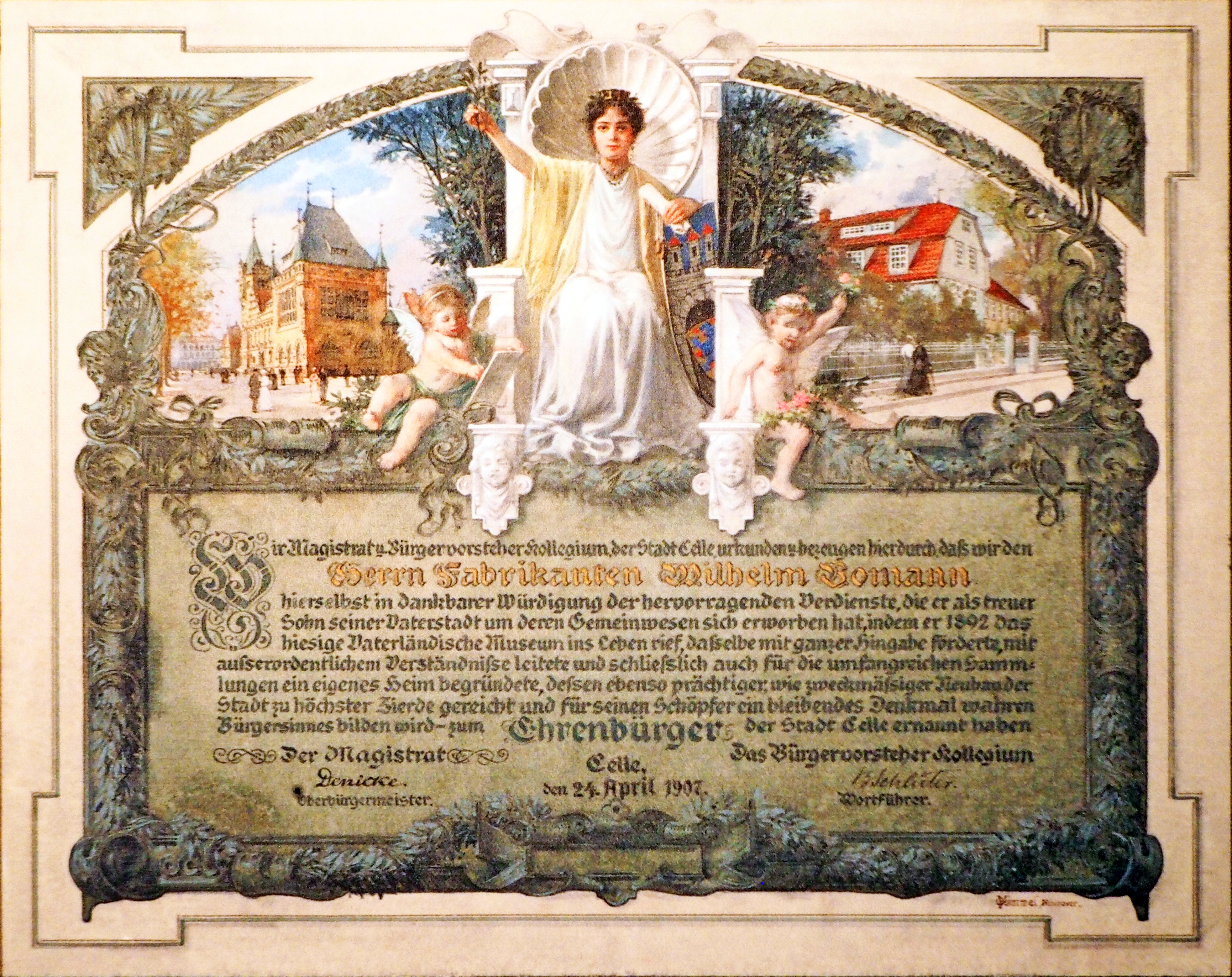
Ehrenbürgerurkunde der Stadt Celle (1907) für Wilhelm Bomann

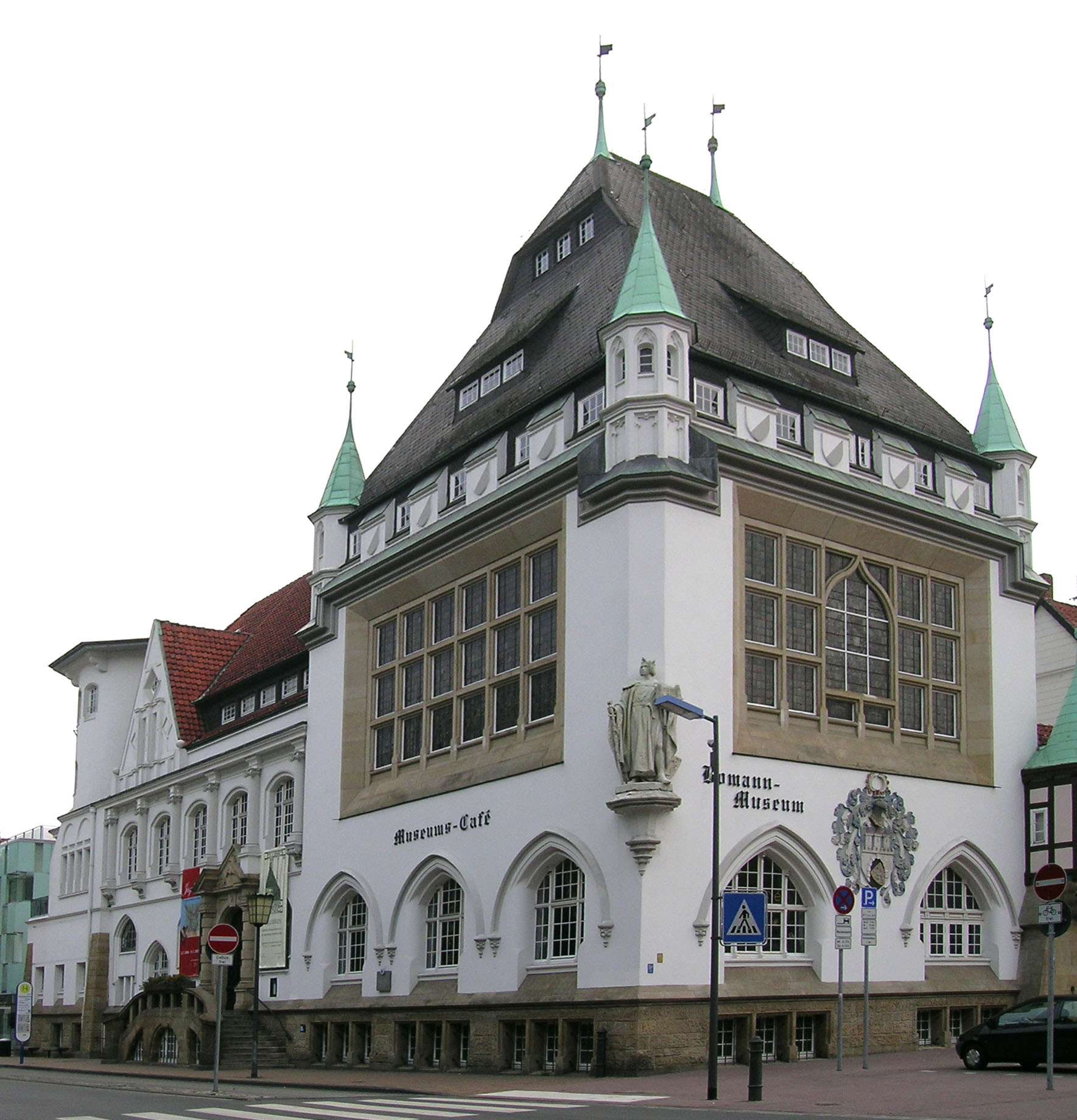
Bomann-Museum

Wilhelm Bomann (* 4. Januar 1848 in Celle; † 5. September 1926 ebenda) war ein deutscher Fabrikant, Volkskundler und Gründer des Bomann-Museums in Celle.

## Leben und Wirken
Wilhelm Bomann war Sohn von Georg Christian Bomann, dessen Vorfahren im 18. Jahrhundert aus Schweden nach Celle kamen und zunächst das Kürschnerhandwerk betrieben und später Wollwaren herstellten. Bomanns Vater gründete 1837 eine Wollgarnspinnerei und -färberei an der Fuhse (heute Gelände der Polizeiinspektion an der Hannoverschen Straße). Er besuchte das Ernestinum in Celle und machte 1863 bis 1867 eine kaufmännische Ausbildung in Bielefeld. Nach der Lehre arbeitete Bomann in der amerikanischen Niederlassung der Firma seines Vaters in New York. Ab 1873 war er Teilhaber des väterlichen Unternehmens, das er 1877 nach dem Tode seines Vaters übernahm. 1909 übergab er das Unternehmen an seinen Adoptivsohn Fritz Wierß, der es 1912 verkaufte.
Bomanns Leidenschaft war das Sammeln von bäuerlichen und städtischen Gebrauchsgegenständen, die er auf Dachböden seiner Heimatstadt lagerte. Er war Mitglied des Historischen Vereins für Niedersachsen, war Mitbegründer eines 1878 in Celle gegründeten Museumsvereins, das 1892 in der Bergstraße in der Altstadt ein Vaterländisches Museum eröffnete. Das Museum konnte die Sammlung ständig vergrößern und erweitern, so dass es zu einem 1903–1907 errichteten Neubau am Schlossplatz kam. Bomann war am Entwurf des Architekten Alfred Sasse wesentlich beteiligt.
1907 wurde Bomann Ehrenbürger Celles und erhielt 1918 die Ehrenprofessorwürde des Preußischen Kultusministeriums. 1923 gab Bomann die Leitung des Museums aus gesundheitlichen Gründen ab, das im zu Ehren zwei Jahre nach seinem Tod 1928 in Bomann-Museum umbenannt wurde. Wilhelm Bomann starb 1926 in Celle. In die Celler Freimaurerloge „Zum hellleuchtenden Stern“ wurde er im Jahre 1905 aufgenommen.
Legendär war Bomanns Redekunst, mit der er Exponate für das Museum bei Heidebauern abschwätzte und Spendengelder bei Celler Bürgern eintrieb. Er schrieb das Buch „Bäuerliches Hauswesen und Tagewerk im alten Niedersachsen“, dessen Veröffentlichung er nicht mehr erlebte.

## Schriften
- Wilhelm Bomann: Bäuerliches Hauswesen und Tagewerk im alten Niedersachsen. Erstauflage: Weimar 1927. Nachdruck: Bearbeitet von Kathrin Panne, Bielefeld (5. Auflage) 2014, ISBN 978-3-89534-950-8.